# ヘレン・マッキネス
ヘレン・クラーク・マッキネス（Helen Clark MacInnes, 1907年10月7日 - 1985年9月30日）は、スコットランド系アメリカ人のスパイ小説作家。

## 生涯
マッキネスはスコットランドのグラスゴーに生まれ、グラスゴー大学でフランス語とドイツ語の学位を取り、1928年に卒業した。卒業後は司書として働き、1932年に古典学者のギルバート・ハイエット（Gilbert Highet）と結婚、1937年に夫とともにニューヨークに移り住んだ。
1939年に『Above Suspicion』で作家デビューした。1966年にはColumba Prize for Literatureを受賞した。

## 作品
- Above Suspicion（1939年） - 映画化『Above Suspicion』（1943年）
- Triple Threat（1940年）
- Assignment in Brittany（1942年） - 映画化『Assignment in Brittany』（1943年）[1]
- The Unconquerable（aka While Still We Live, 1944年）
- Horizon（1945年）
- Friends and Lovers（1947年）
- Rest and be Thankful（1949年）
- Neither Five Nor Three（1951年）
- I and My True Love（1953年）
- Pray for a Brave Heart（1955年）
- ローマの北へ急行せよ（North from Rome, 1958年）
- Decision at Delphi（1960年）
- ヴェニスへの密使（ベニスへの密使、The Venetian Affair, 1963年） - 映画化『ベネチタ事件（The Venetian Affair）』（1967年）
- ダブル・イメージ（Double Image, 1966年）
- ザルツブルグ・コネクション（The Salzburg Connection, 1968年） - 映画化『ザルツブルグ・コネクション』（1972年）[2]
- マラガからの秘密指令（Message from Malaga, 1971年）
- Snare of the Hunter（1974年）
- Agent in Place（1976年）
- Home is the Hunter（1976年）
- Prelude to Terror（1978年）
- The Hidden Target（1980年）
- Cloak of Darkness（1982年）
- Ride a Pale Horse（1984年）